# Египетско-израильские отношения
Египетско-израильские отношения — двусторонние дипломатические отношения между Египтом и Израилем. Протяжённость государственной границы между странами составляет 208 км.

## История

### 1947—1973
Во время Первой арабо-израильской войны египетские войска численностью 7000 солдат пересекли палестинскую границу в районе Рафаха на побережье Средиземного моря. Вскоре они достигли Ашдода, что расположен менее чем в 35 километрах от Тель-Авива. К июлю 1948 года израильтяне укрепили свои позиции, отбив египетские атаки и вернули под свой контроль еврейские поселения в Негеве. К осени 1948 года израильтяне разбили египетские войска численностью 18 000 солдат и зашли на территорию Синайского полуострова. В конце 1948 года Египет и Израиль заключили перемирие под эгидой Организации Объединённых Наций (ООН) и позже договорились о создании линии прекращения огня, которая примерно соответствовала довоенной границе между Палестиной и Синаем. Египетские войска сохранили под своим контролем Сектор Газа.
После прихода к власти в Египте Гамаля Абделя Насера Израиль в июле 1952 года предложил нормализацию отношений между странами. Египет потребовал 120 млн долларов в качестве компенсаций беженцам, внесение изменений в линию границы и доступ к Иордании через южную часть Негева. Израиль был готов выполнить эти условия в ответ на прекращение бойкота и блокады. Однако Насер весной 1954 года прервал переговоры, а в декабре того же года министр по вопросам национальной координации Салах Салим заявил, что Египет никогда не заключит мирный договор, даже если Израиль будет готов выполнить все резолюции Генеральной Ассамблеи ООН о разделе Палестины и о статусе беженцев.
В июле 1956 года египетские войска по приказу президента Насера заняли территорию Суэцкого канала, в ответ Великобритания, Франция и Израиль начали планировать вторжение на территорию Египта. 29 октября 1956 года израильские войска начали наступление на Синайский полуостров. Египетская армия отчаянно сопротивлялась, сумев остановить продвижение израильтян в тридцати километрах от израильской границы. Британские и французские военно-воздушные силы стали бомбить египетские авиабазы, что заставило египетские войска отступать с Синая для защиты Суэцкого канала. В Секторе Газа египтянам удавалось успешно оборонять позиции от наступающих израильских войск, но проиграли сражение за Шарм-эш-Шейх на юге Синайского полуострова. В Порт-Саиде египетские солдаты дали бой морскому десанту Великобритании и Франции, но сопротивление быстро прекратилось после высадки союзных сил на берег при поддержке тяжелой корабельной артиллерии. Египетские подразделения не смогли оказать серьёзного сопротивления этим державам. Гамаль Абдель Насер утверждал, что египетские войска не были побеждены израильтянами на Синае, Египет был вынужден отступить под ударами британско-французских войск. По данным зарубежных военных наблюдателей: за время Суэцкого кризиса погибло около 1650 солдат Египта, 4900 получили ранения и более 6000 были захвачены в плен или пропали без вести. Конфликт закончился без каких-либо территориальных изменений у противодействовавших сторон. Важную роль в окончании конфликта сыграли СССР и США.
В июне 1967 года Египет и Израиль вновь оказались в состоянии войны. Несмотря на то, что египетские власти долго готовились к войне с Израилем, кампания закончилась для египтян разгромным поражением. 5 июня 1967 года израильтяне в течение трех часов уничтожили 300 египетских военных самолётов, включая все 30 дальних бомбардировщиков. Затем, Израиль вновь ввел сухопутные войска на территорию Синайского полуострова и нанёс поражение египетским войскам менее, чем за 12 часов. Египетский фельдмаршал Абдул Хаким Амир принял решение отступить из Синая на западный берег Суэцкого канала. Офицеры египетской армии убедили его отменить приказ об отступлении, но было уже поздно: израильтяне заняли господствующие высоты и обстреливали из крупнокалиберных орудий попавших в узкий перешеек египтян. После четырёх дней интенсивных боевых действий израильские военные заняли весь Синайский полуостров. Египет признал, что из приблизительно 100 000 военнослужащих на Синае погибло 10 000 солдат и 1500 офицеров. Около половины из них погибли от жажды в пустыне. Ещё 5000 солдат и 500 офицеров были захвачены в плен, многие из которых были с ранениями. 700 из 930 египетских танков были уничтожены. После окончания войны военные в Египте столкнулись с общественным недоверием и упадком морали в воинских подразделениях.
После завоевания Синая израильтяне построили оборонительную линию Бар-Лева вдоль восточного берега Суэцкого канала. В январе 1969 года Египет начал Войну на истощение с Израилем с целью вернуть под свой контроль Синайский полуостров. Египетская армия использовала бомбардировщики для атаки на линию Бар-Лева. Также имели место воздушные бои между военно-воздушными силами обеих стран. В августе 1970 года, при посредничестве США и СССР, было подписано соглашение о прекращении огня между Израилем и Египтом. В сентябре 1970 года президентом Египта стал Анвар Садат, который с военной помощью со стороны СССР стал готовиться к новой войне. 6 октября 1973 года произошла внезапная атака египетских и сирийских войск на Израиль во время иудейского праздника Йом-Киппур. Египетские и сирийские войска пересекли линии прекращения огня на Синайском полуострове и Голанских высотах и начали продвижение вглубь Израиля. Египтянам удалось с ходу преодолеть линию Бар-Лева и начать бои на территории Синайского полуострова. 24 октября 1973 года благодаря дипломатическим усилиями США и СССР удалось остановить этот военный конфликт. Израиль одержал победу в этой войне с Египтом и Сирией, однако большие потери в живой силе спровоцировали начало политического кризиса в этой стране.

### С 1973 года по настоящее время
После понесённых тяжёлых потерь в ходе Войны Судного дня Израиль и Египет стали искать пути для примирения. В 1975 году стороны подписали второе соглашение о размежевании, но Израиль продолжал удерживать большую часть Синая. В ноябре 1977 года состоялся исторический визит Анвара Садата в Израиль, где он выступил перед Кнессетом в Иерусалиме. В 1978 году президент США Джимми Картер пригласил Анвара Садата и Менахема Бегина на саммит в Кэмп-Дэвид, чтобы обсудить с ними возможность подписания мирного договора между странами. Переговоры проходили с 5 сентября по 17 сентября 1978 года и окончились подписанием в Вашингтоне двух документов, озаглавленных «Принципы для подписания мирного договора между Египтом и Израилем» и «Принципы мира на Ближнем Востоке». 26 марта 1979 года Бегин и Садат подписали в Вашингтоне Египетско-израильский мирный договор, положивший конец войне между двумя государствами и установивший между ними дипломатические и экономические отношения. По условиям договора Израиль возвращал Египту Синайский полуостров и признал «законные права палестинского народа». Было также достигнуто обоюдное принципиальное согласие на предоставление автономии арабским жителям контролируемых Израилем территорий до окончательного решения палестинского вопроса.
Египет негативно отреагировал на израильскую бомбардировку иракского ядерного реактора в июне 1981 года и израильское вторжение в Ливан в 1982 годy, направленное против палестинских сил в этой стране. Египет выражал протест против расположения ещё большего числа еврейских поселений на Западном берегу и в Секторе Газа, а также негативно воспринимал бездействие Израиля по предоставлению автономии палестинским жителям этих территорий, как это было предусмотрено Кэмп-Дэвидскими соглашениями и Египетско-израильским мирным договором. Во время пребывания Шимона Переса на должности премьер-министра Израиля, отношения этой страны с Египтом улучшились. В 1985 году около 60 000 израильских туристов посетили Египет, египетских туристов в Израиле было во много раз меньше. Страны наладили сотрудничество в научных областях, а также реализовали ряд совместных проектов в области сельского хозяйства, мореплавания и здравоохранении. Между странами сохранился пограничный спор, касающийся принадлежности города Таба и территории площадью около 100 гектаров в районе залива Акаба на Синайском полуострове, которые контролировались Израилем. В сентябре 1988 года Международный арбитражный суд принял решение о принадлежности спорной территории в пользу Египта. К началу 1990-х годов между странами установился т. н. «прохладный» мир: после подписания мирного договора египетско-израильские отношения рассматривались этими странами как мост ведущий к примирению Израиля с Арабским миром, однако этого не произошло.
В январе 2011 года в Египте началась революция, что отрицательно повлияло на отношения между странами. 9 сентября 2011 года демонстранты атаковали израильское посольство в Египте, что вынудило дипломатов и других официальных лиц Израиля покинуть эту страну. 9 сентября 2015 года посольство Израиля в Каире вновь начало функционировать.
29 августа 2017 года посол Израиля в Египте Давид Гуврин и 8 сотрудников дипломатической миссии вернулись в Каир для продолжения своей работы. Израильское посольство в Каире прекратило свою работу в конце 2016 года, когда сотрудники дип. миссии были эвакуированы из-за угрозы их жизням; почти 9 месяцев посольство не работало.
15 августа 2018 года Израиль посетил глава египетской разведки, генерал-майор Аббас Камель. Он встретился с представителями руководства еврейского государства и провёл переговоры о деталях прекращения огня при столкновениях на границе Сектора Газа.
2 сентября 2020 года состоялся телефонный разговор между президентом ас-Сиси и израильским премьером Нетаньяху на тему сообщения о нормализации отношений между Израилем и ОАЭ. Пресс-служба египетского президента сообщила, что ас-Сиси дал высокую оценку соглашению, назвав его шагом в правильном направлении.
30 мая 2021 года, впервые за 13 лет, глава израильского МИД Габи Ашкенази посетил Каир с официальным визитом. С египетскими коллегами он обсудил развитие двусторонних отношений между двумя странами, а также условия прекращения огня между Израилем и Сектором Газа (Израильско-палестинский кризис (2021)). Параллельно с визитом Ашкенази в Египет, в Израиль отправился глава египетской разведки Аббас Камаль — он провёл переговоры с представителями израильского правительства, а также посетил Рамаллу и Газу.
9 ноября 2021 года глава израильского МИДа Яир Лапид прибыл в Египет с официальным визитом. Он встретится с президентом Египта Абдулом аль-Фаттахом Ас-Сиси и со своим египетским коллегой, министром иностранных дел Самехом Шукри. Израильская делегация передала правительству Египта конфискованные в Израиле египетские археологические артефакты в качестве жеста дружбы между двумя странами.

## Послы

### Послы Египта в Израиле
- Хазем Хайрат занимал пост посла Египта в Израиле в течение 2,5 лет до осени 2018 года.
- 8 ноября 2018 года египетский посол Халед Азми вручил свои верительные грамоты израильскому президенту Реувену Ривлину в его резиденции. Ранее Азми возглавлял отдел по борьбе с террором при египетском МИДе[20].

### Послы Израиля в Египте
- В октябре 2018 года Амира Орон была назначена послом еврейского государства в Египте, став, таким образом, первой женщиной в этой должности[21].

## Сотрудничество

### Торговля
В 2004 году Египет и Израиль подписали Соглашение о создании квалифицированной промышленной зоны (QIZ), в результате чего экспорт Израиля в Египет за один год вырос на 110 %. В 2005 году товарооборот между странами вырос на 130 % (с 58 млн долларов США до 134 млн долларов США), было создано примерно 15 000 рабочих мест в Египте. В 2005 году Израиль достиг договоренности с Египтом о поставке 1,7 миллиардов кубических футов природного газа на сумму около 2,5 миллиардов долларов США в течение 15 лет. В 2012 году египетские власти разорвали договор, заявив, что Израиль не выполнил свои обязательства по нему. В 2014 году товарооборот между странами составил сумму 112
млн долларов США.
В мае 2022 года в Александрии прошла конференция с участием лидеров израильской промышленности, а через месяц Израиль (впервые за десятилетие) посетила делегация промышленников из Египта.

### Туризм
В 2011 году в Египте начались волнения, что сказалось на числе израильских туристов в этой стране. В 2010 году Египет посетило 226 456 израильтян, а в 2012 году 133 620 израильских туристов. В 2014 году в Египте вновь поменялась власть и отношения с Израилем стали улучшаться. В 2014 году в Египет прибыло 140 425 израильтян, а в 2015 году 148 336 туристов из этой страны.